# Nowe Łuki
Nowe Łuki (biał. Новыя Лукі; ros. Новые Луки) – wieś na Białorusi, w obwodzie brzeskim, w rejonie baranowickim, w sielsowiecie Wielkie Łuki.
W dwudziestoleciu międzywojennym wieś leżała w Polsce, w województwie nowogródzkim, w powiecie baranowickim.